# Scirpus diffusus
Scirpus diffusus är en halvgräsart som beskrevs av Alfred Ernest Schuyler. Scirpus diffusus ingår i släktet skogssävssläktet, och familjen halvgräs. Inga underarter finns listade i Catalogue of Life.